# ラストシーン (JUJUの曲)
「ラストシーン」は、JUJUの27枚目のシングル。2014年9月17日にソニー・ミュージックアソシエイテッドレコーズから発売された。

## 概要
- 10周年記念第1弾シングルとなる今作も初回生産限定盤と通常盤の2形態でのリリース。
- 初回生産限定盤はCDとDVDの2枚組。初回生産限定盤にのみカップリングに五輪真弓「恋人よ」カバー収録。
- 付属のDVDには『10th Anniversary Act＃01 JUJU HALL TOUR 2014 〜DOOR〜』から東京公演のライブ映像を4曲収録した。
- 表題曲の「ラストシーン」は広末涼子主演ドラマ『聖女』主題歌。JUJUの楽曲がNHKのテレビドラマに起用されるのは今回が初めてである。
- 音楽配信サービスレコチョク「レコチョクアワード月間最優秀楽曲賞9月度」で「ダウンロード(シングル)」部門、「着うた」部門にて1位を獲得し9月度に最もダウンロードされた楽曲となった。

## 収録曲

### DISC 1
1. ラストシーン
  - 作詞：松尾潔 / 作曲：川口大輔 / 編曲：中野雄太

NHK総合ドラマ10『聖女』主題歌
2. Brand New Days Will Love You
  - 作詞：いしわたり淳治 / 作曲：大河内航太 / 編曲：亀田誠治

フジテレビ系『めざましテレビ』金曜日テーマソング
3. Hot Stuff -English ver.-
  - 作詞：JUJU、玉井健二 / 英語訳詩：Olivia Burrell / 作曲：玉井健二、南田健吾 / 編曲：玉井健二、百田留衣
4. 恋人よ
  - 作詞・作曲：五輪真弓 / 編曲：亀田誠治

五輪真弓の1980年のシングルをカバー。
初回生産限定盤にのみ収録。

### DISC 2（初回生産限定盤DVD）
- いずれも『10th Anniversary Act＃01 JUJU HALL TOUR 2014 〜DOOR〜』より東京公演の映像を収録。

1. Distance
2. Dreamer
3. 春雪
4. hero #51